# Ázsia vasúti közlekedése
Ázsia vasúti közlekedése országonként jelentősen eltérő, míg Japán és Kína a világ vezető országai a vasúti technológiák fejlesztésében és alkalmazásában, több más országban még vasúti közlekedés sincs.
Mivel Ázsia fejletlenebb részén még nem olyan nagymértékű a motorizáció, a tömegközlekedésnek igen fontos szerepe van a nagyméretű és nagy lakosságszámú országokban. Szükség van az olcsó teherszállításra és a nagy kapacitású távolsági személyszállításra. A fejlett országokban pedig a zsúfoltság miatt hárul nagy szerep a kötöttpályás közlekedésre. Jelentős fejlesztések zajlanak Oroszországban, Indiában és Kínában. A meglévő vasútvonalakat korszerűsítik, és új, nagysebességű vasutakat helyeznek üzembe. Kína ehhez saját járműveket is elkezdett fejleszteni. Ázsia felzárkózott a fejlett nyugathoz, rengeteg rekordot döntöttek meg az elmúlt években, továbbá számos csúcstechnológiát vásároltak Európából.
A nagyméretű iparosodás és gazdasági fejlődés is igényli a nagysebességű, gyors vasúti közlekedést és az olcsó teherszállítást.

## A jövő
Ázsia több országa is nagymértékben bővíti vasúti hálózatát továbbá több olyan ország is, mely nem rendelkezik még vasúttal, szeretne a jövőben magának vasutat építeni.

## Érdekességek
- Sanghajban üzemel a világ leggyorsabb közforgalmú maglev vonata, a Sanghaj maglev,
- Kína új nagysebességű vonalat épített Peking és Sanghaj között, melyen az engedélyezett menetrendszerű sebesség 380 km/h volt,
- 1964-ben Japán helyezte üzembe az első nagysebességű vonatokat, a Sinkanszent.